# Надозерье (Архангельская область)
Надозерье — деревня в Виноградовском районе Архангельской области. Входит в состав Моржегорского сельского поселения.

## География
Деревня находится на северном берегу озера Талто. К северу от Надозерья находится деревня Уйта.

## Население
| 2002 | 2010 | 2012 |
| ---- | ---- | ---- |
| 14   | ↘11  | ↘8   |

## Часовой пояс
Надозерье, как и вся Архангельская область, находится в часовой зоне МСК (московское время). Смещение применяемого времени относительно UTC составляет +3:00.

### Карты
- Надозерье на карте Wikimapia